# مری جین (کفش)

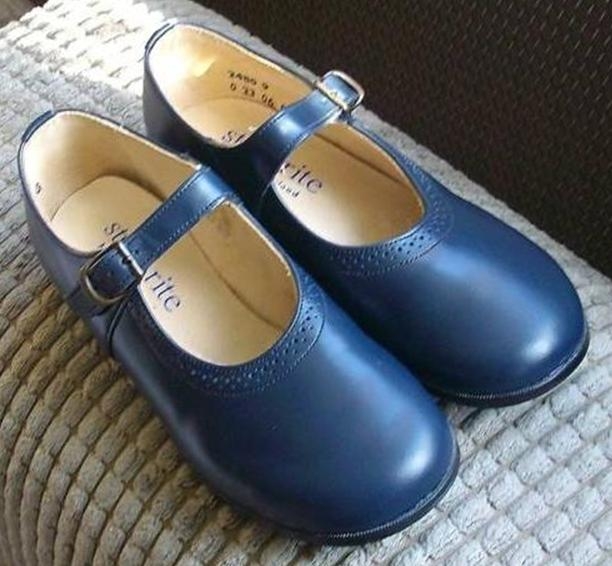
مری جین کلاسیک یا کفش تخته‌ای استارت-رایت.

مری جین (با نام کفش عروسکی نیز شناخته شده) یک اصطلاح آمریکایی (پیش‌تر نام برند تجاری ثبت‌شده بود) می‌باشد که اشاره به کفش بسته و کم برش دارای یک یا چند بند در اطراف دارد.

## نگارخانه

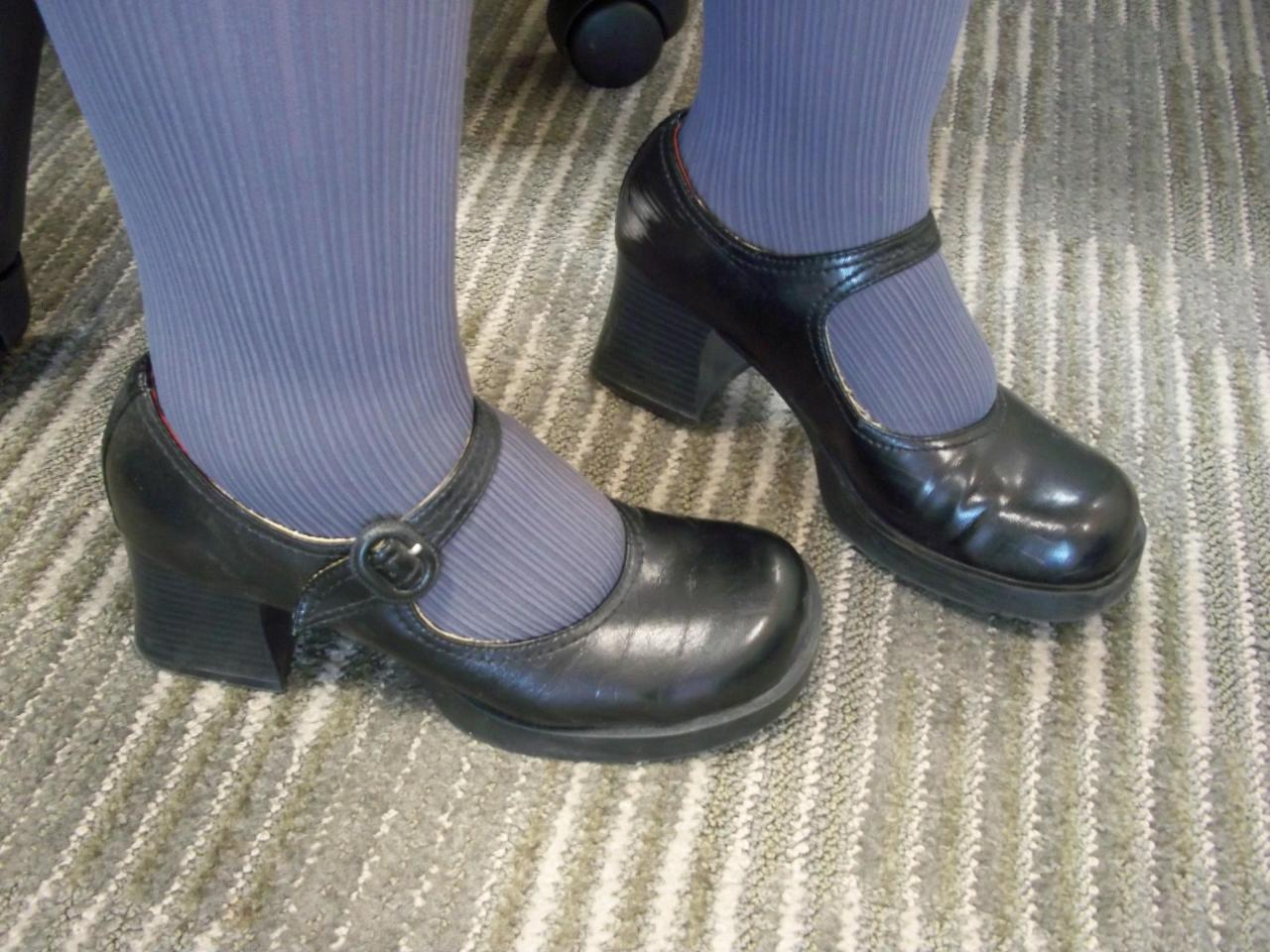
کفش مری جین پاشنه‌درشت مدرن
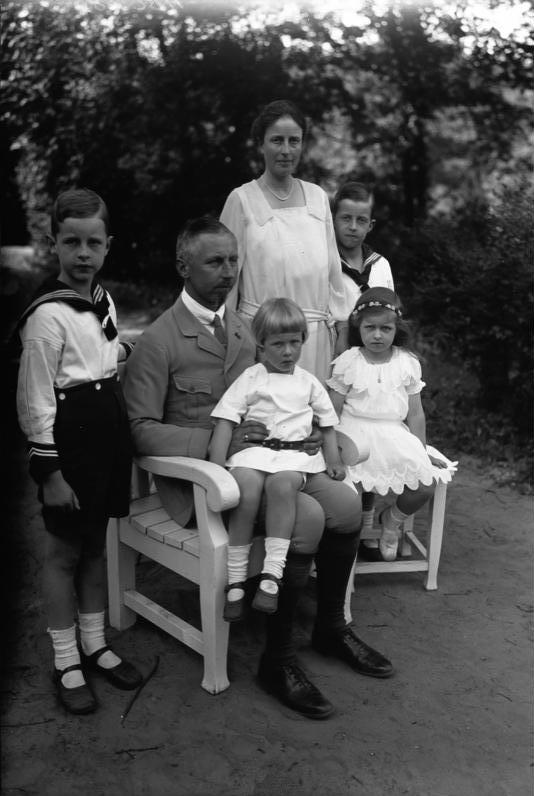
خانوادهٔ شاهزاده اسکار پروس در سال ۱۹۲۵: سه پسر (۱۰، ۸ و ۳ ساله) مری جین پوشیده‌اند
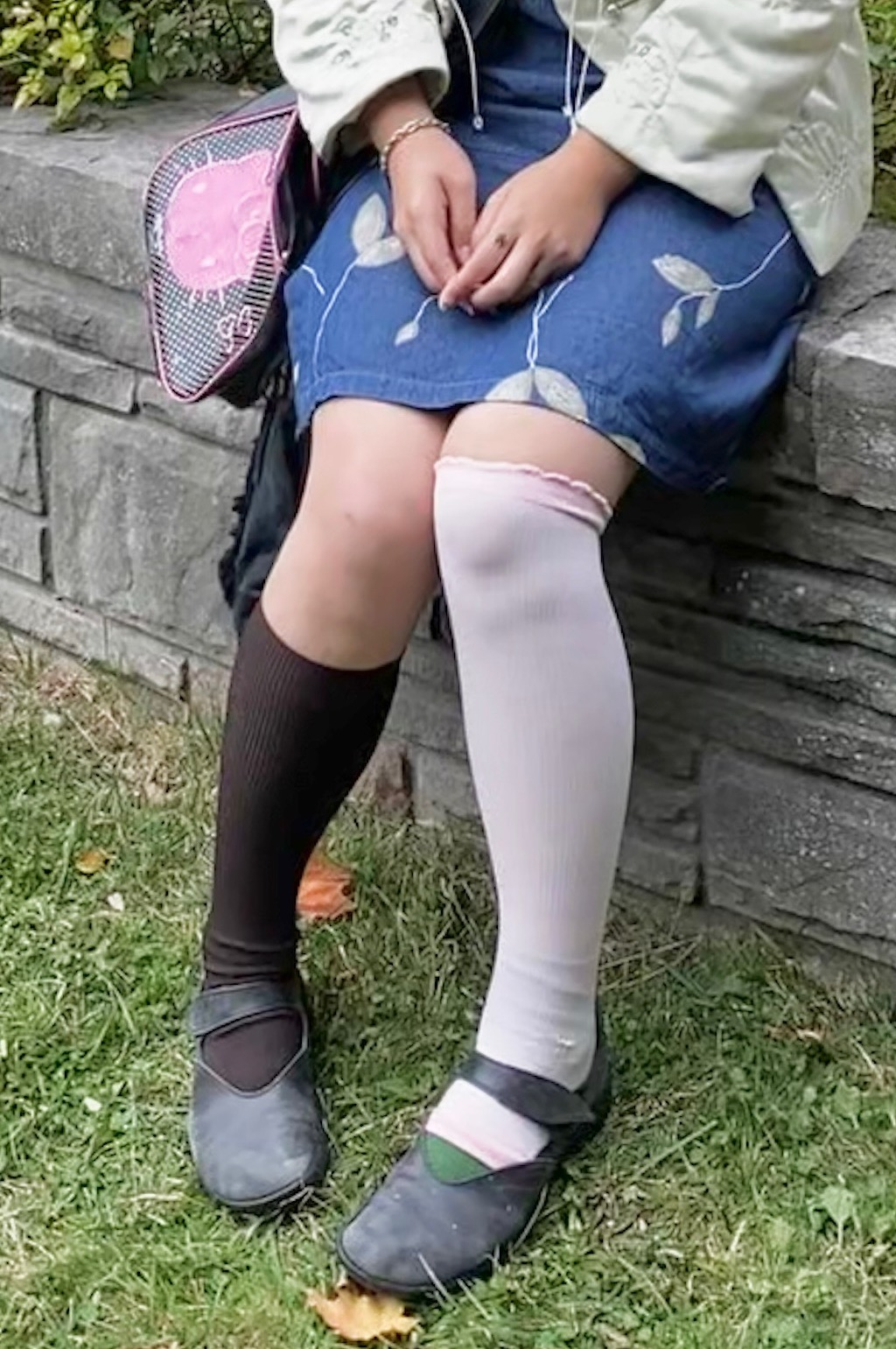
مری جین استخوان‌درمانی
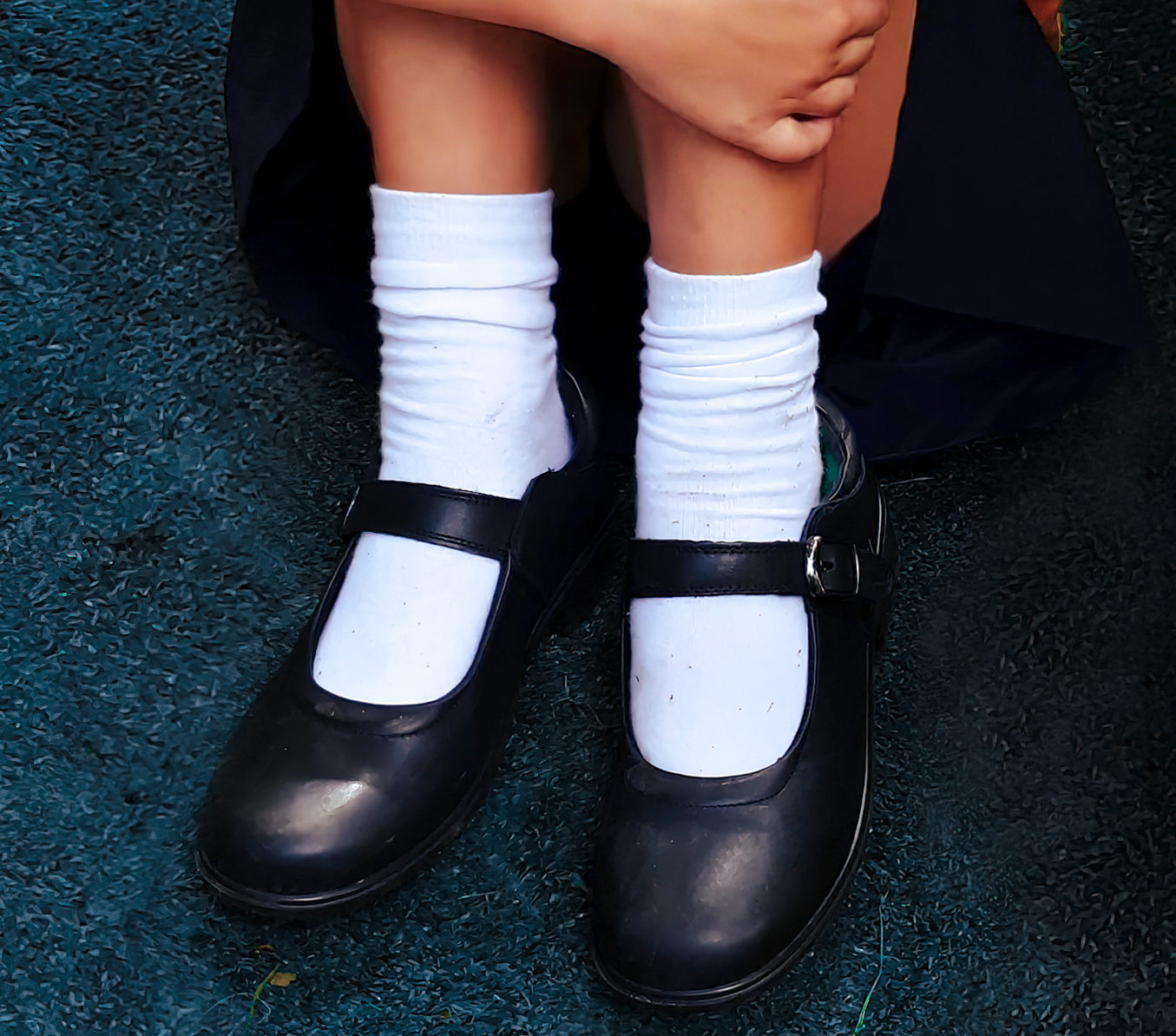
کفش مدرسه‌ای مری جین مدرن که با جوراب پوشیده شده‌است که معمولاً دختران دبستانی می‌پوشیدند و حتی در قرن بیست و یکم هم رواج دارد.